# Parc de la Cure d'Air (Nancy)
Pour les articles homonymes, voir Parc de la Cure d'Air.
Le parc de la Cure d'Air (historiquement : Parc de la Cure d'Air Saint-Antoine) est un jardin de la ville de Nancy, dans le département de Meurthe-et-Moselle en région Grand Est.

## Situation
Il se situe sur les hauteurs de Nancy, sur la colline du Haut-de-Chèvre, l'entrée est au 54 rue Marquette.

## Histoire
L'abbé Girard construit en 1900 le bâtiment actuel de la Cure d'Air Saint-Antoine avec un parc de jeux, bordé de deux hectares de forêt.  
Après la Première Guerre mondiale, le parc appartenait aux Sœurs de la Visitation et redevient ouvert au public en 1991.

## Description
Il comprend de nombreuses variétés de pommiers et de poiriers.